# Vratiklas

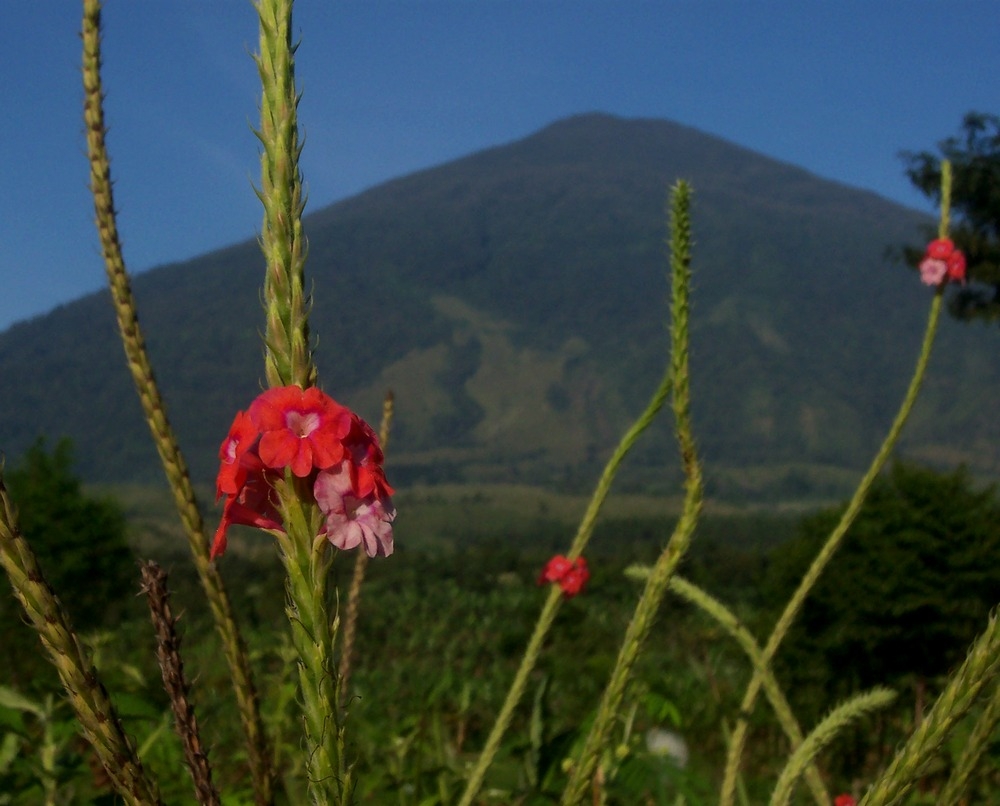
Červeně kvetoucí vratiklas

Vratiklas (Stachytarpheta) je rod rostlin z čeledi sporýšovité. Jsou to byliny, polokeře a keře se vstřícnými jednoduchými listy a květy různých barev v klasovitých květenstvích zajímavého vzhledu. Květy jsou opylovány zejména motýly, u některých druhů i kolibříky. Plody jsou suché, rozpadavé na dva oříšky. Rod zahrnuje asi 133 druhů. Pochází z tropické a subtropické Ameriky, jeden druh se vyskytuje v subsaharské Africe. Centrum druhové diverzity je ve východní Brazílii. Některé druhy se rozšířily jako plevel i na jiných kontinentech. Některé druhy mají význam v medicíně nebo se pěstují jako okrasné rostliny.

## Popis
Vratiklasy jsou byliny, polokeře (byliny s dřevnatějící lodyhou) až keře s jednoduchými, vstřícnými, na okraji vroubkovanými nebo zubatými listy. Květy jsou přisedlé nebo zanořené v hlavní ose květenství, uspořádané ve zkráceném nebo prodlouženém vrcholovém klasu. Kalich je trubkovitý, zakončený 2 až 5 laloky, vytrvalý. Koruna je nejčastěji modrá nebo purpurová, řidčeji bílá, růžová, fialová, červená až téměř černá, talířovitá až nálevkovitá, s rovnou nebo zahnutou korunní trubkou. Andreceum je složeno ze 2 fertilních tyčinek a 2 sterilních staminodií. Tyčinky jsou přirostlé v polovině korunní trubky. Čnělka je vytrvalá a nese hlavatou bliznu. Plod je suchý, obalený vytrvalým kalichem, za zralosti rozpadavý na 2 oříšky.

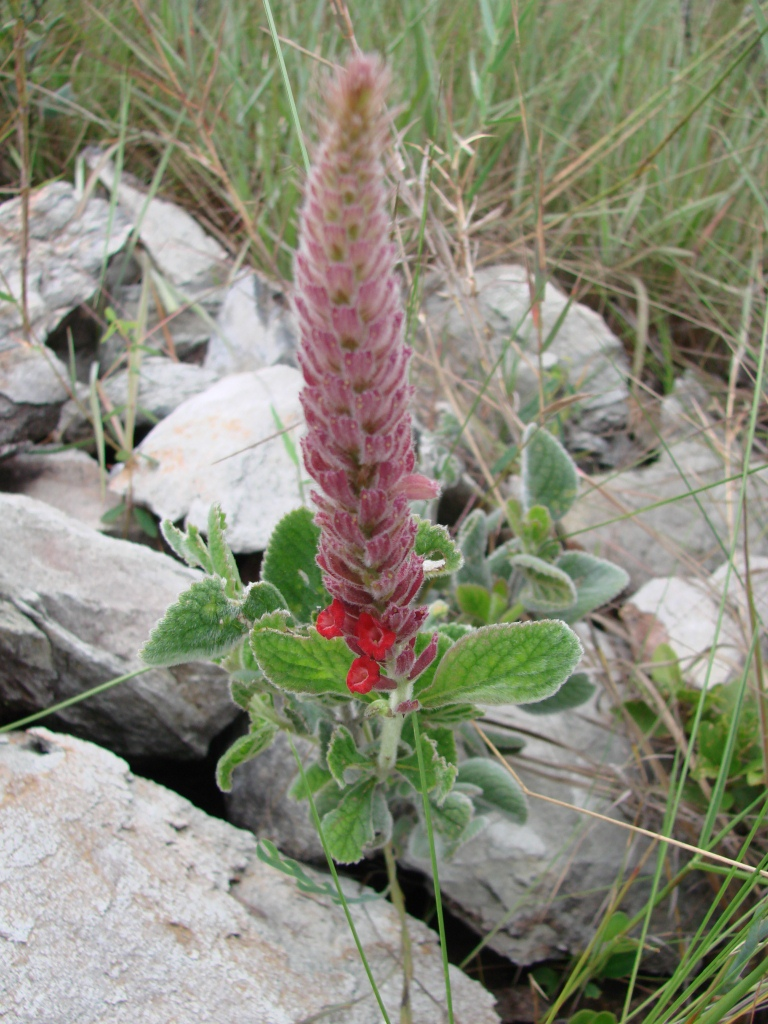
Stachytarpheta chamissonis
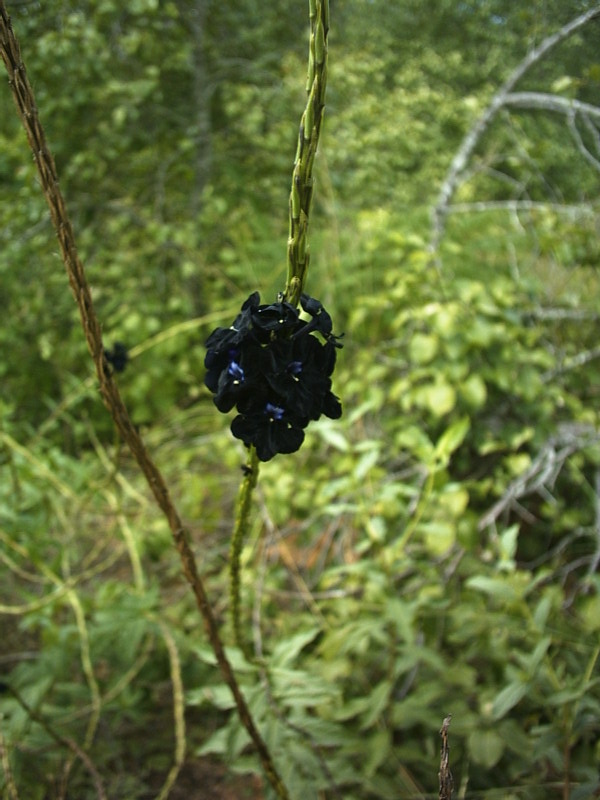
Neobvyklý druh vratiklasu s téměř černými květy
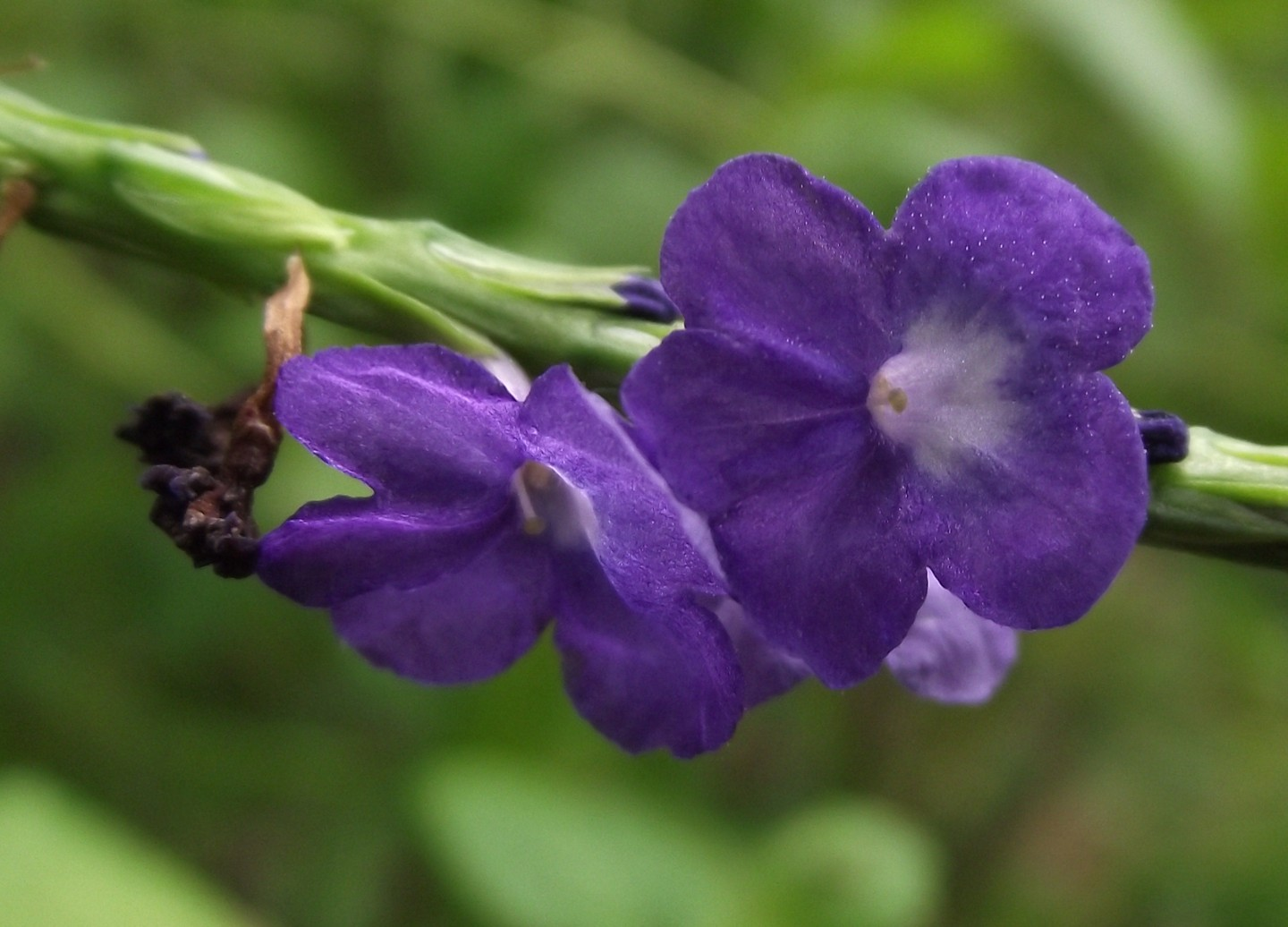
Detail květů S. jamaicensis
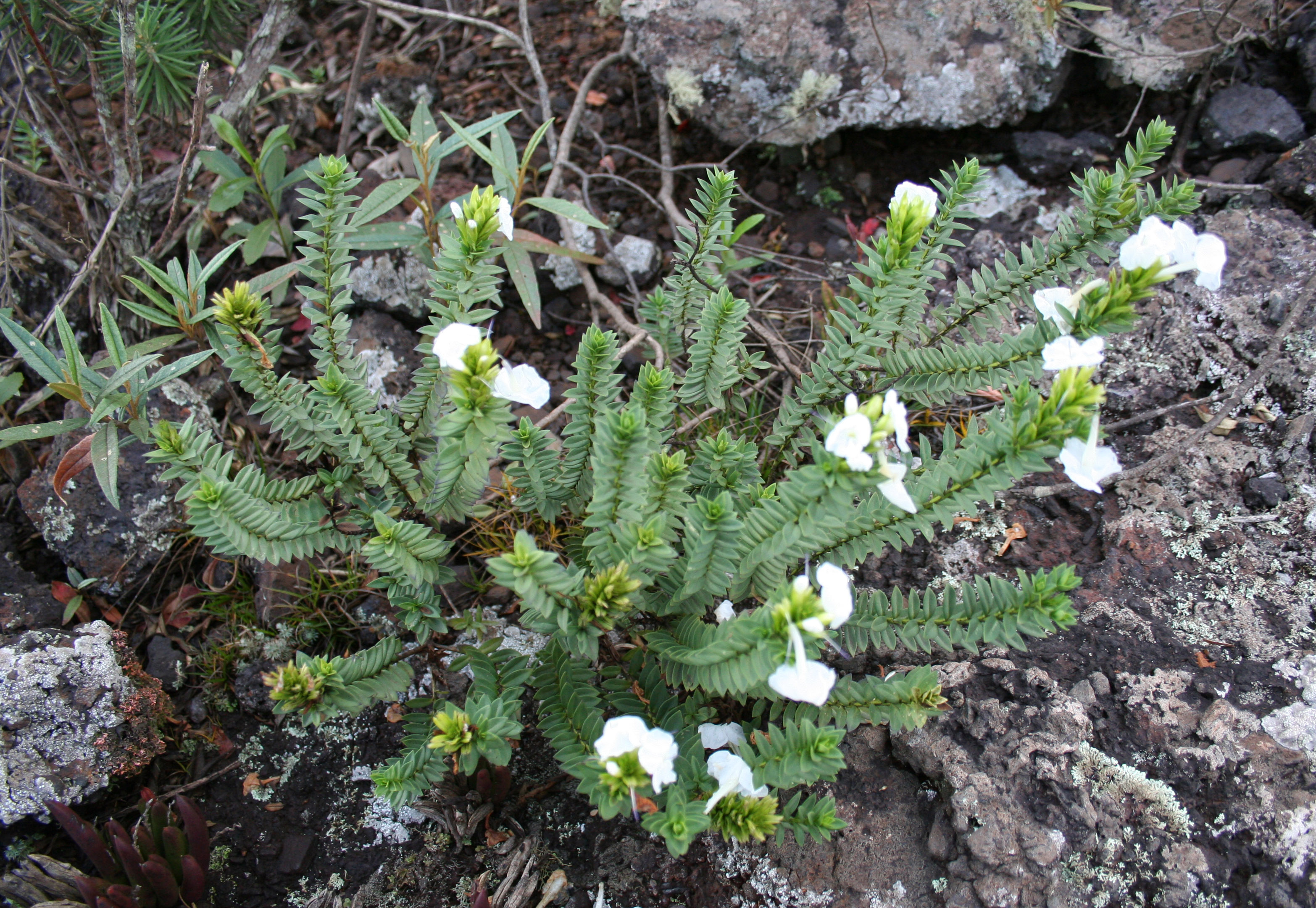
Stachytarpheta confertifolia

## Rozšíření
Rod vratiklas zahrnuje asi 133 druhů. Pochází z tropické a subtropické Ameriky, kde je široce rozšířen od Floridy a Alabamy až po severní Argentinu a na Karibských ostrovech. Centrum druhové diverzity je v severovýchodní a jihovýchodní Brazílii. V celé Brazílii roste 79 druhů, z toho 73 endemických. Většina brazilských druhů jsou stenoendemity, soustředěné do států Goiás, Minas Gerais a Bahia v oblasti pohoří Serra do Espinhaço. Sekundární centrum je v Mexiku, kde roste 22 druhů, z toho 14 endemických. Největší areál, zahrnující v podstatě celou tropickou Ameriku, má druh Stachytarpheta cayennesis. Některé plevelné druhy (S. cayennesis, S. jamaicensis, S. indica, S. urticifolia) se široce rozšířily i na jiných kontinentech, zejména v subsaharské Africe, Asii, Austrálii, Madagaskaru a Tichomoří.
Jediným druhem, který se vyskytuje mimo Ameriku a je přitom považován za původní, je Stachytarpheta indica, někdy udávaný pod názvem Stachytarpheta marginata. Je široce rozšířen v subsaharské Africe a blízce příbuzný s americkým druhem Stachytarpheta angustifolia. V této souvislosti se uvažuje o dálkovém přenosu z Ameriky do Afriky v dávnější minulosti.

## Ekologické interakce
Hlavními opylovači vratiklasů jsou denní motýli, u řady druhů zejména z čeledi soumračníkovití. Stachytarpheta mutabilis je opylován motýly a včelou Amegilla sapiens. Květy brazilského druhu Stachytarpheta glabra opyluje kolibřík ametystouchý (Colibri serrirostris). Kolibříci opylují i některé další druhy.
Nektar Stachytarpheta jamaicensis obsahuje asi 28 % cukrů s převahou sacharózy a malé množství bílkovin včetně 5 esenciálních aminokyselin, které jsou zásadní ve výživě motýlů.
Vratiklasy jsou živnými rostlinami babočkovitého motýla Agraulis vanillae a některých druhů rodu Junonia, dále lišajů Acherontia lachesis a Coelonia fulvinotata a některých můr.

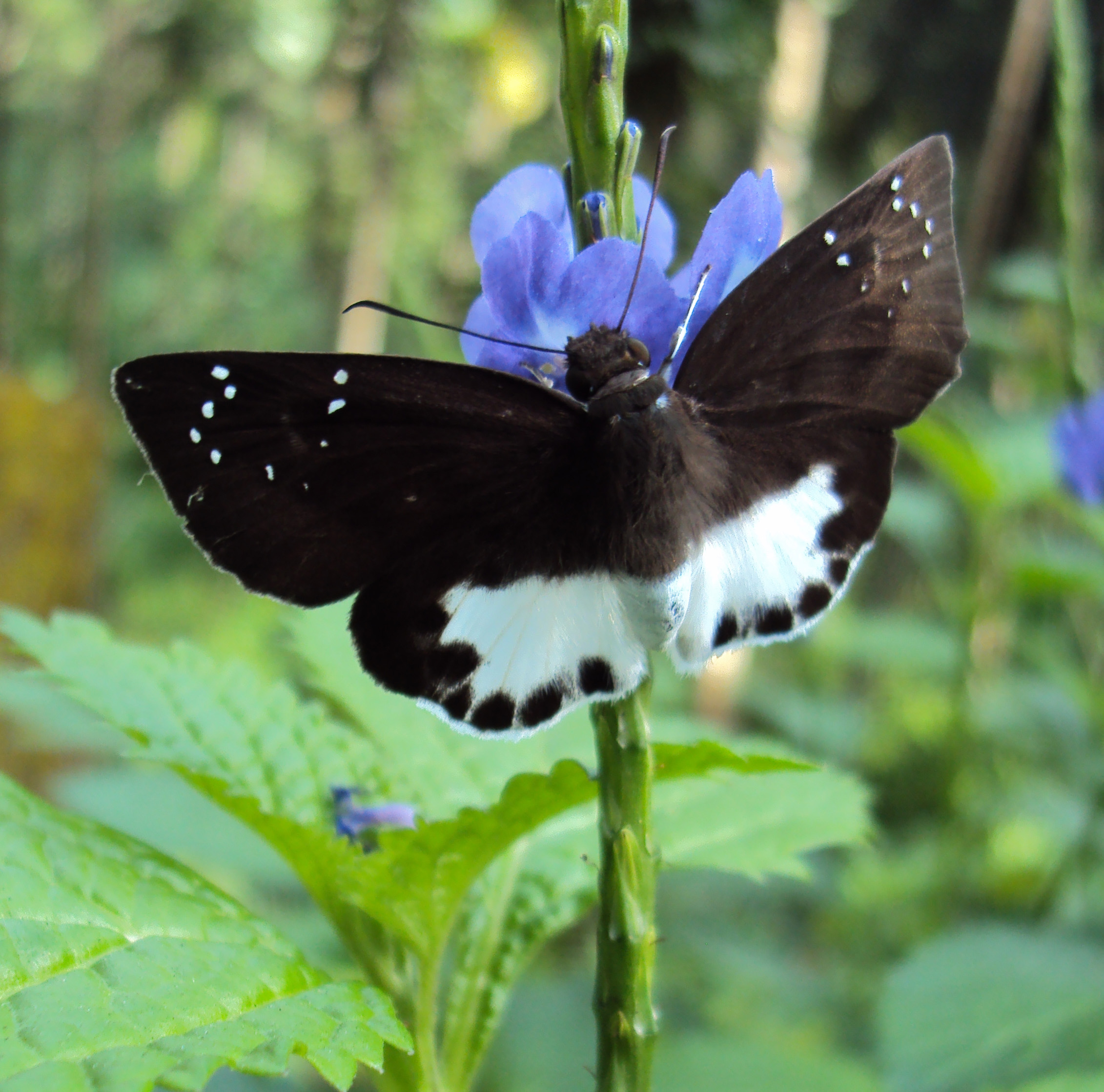
Soumračníkovitý motýl Tagiades litigiosa na květech Stachytarpheta indica
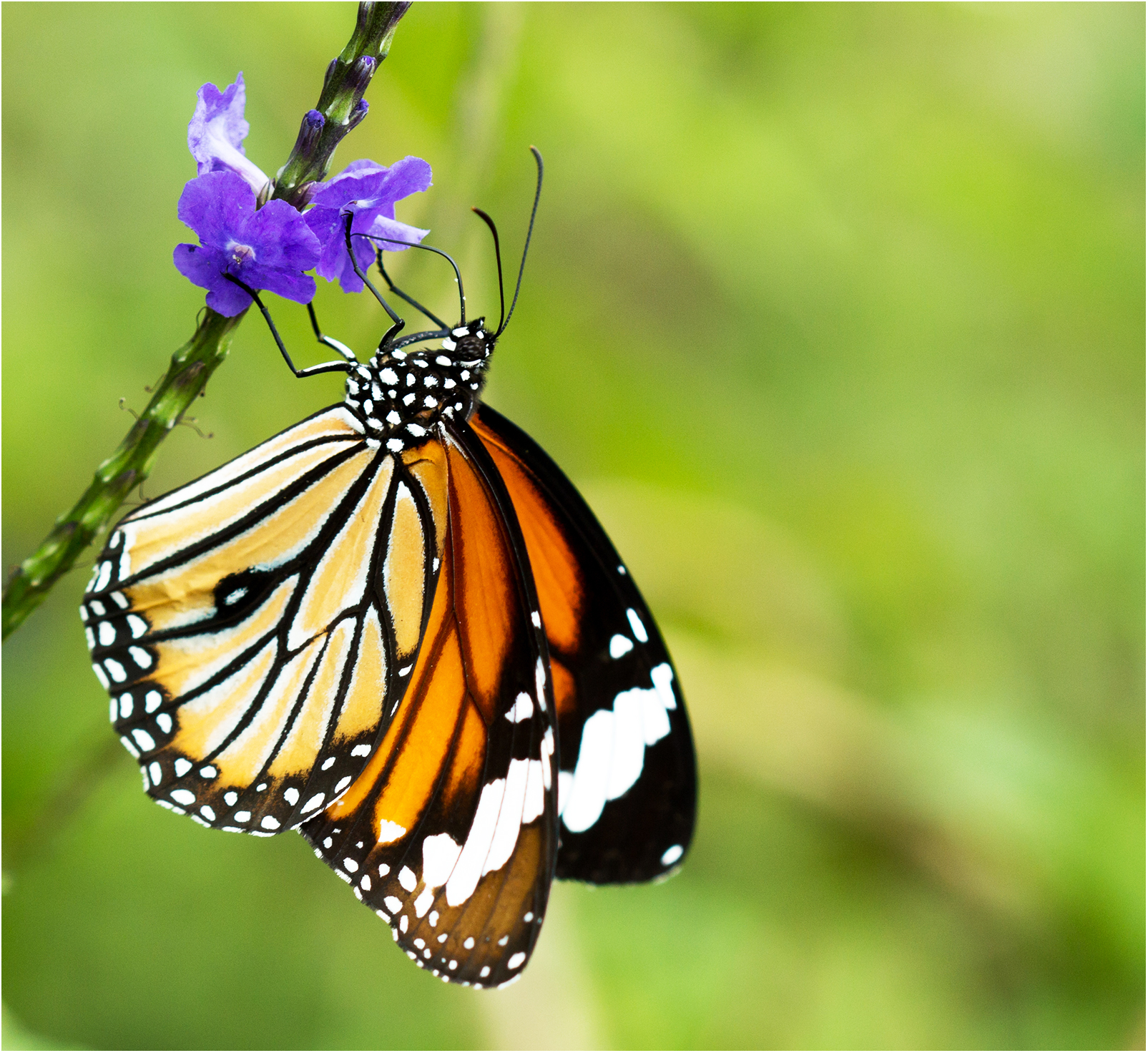
Monarch Danaus genutia
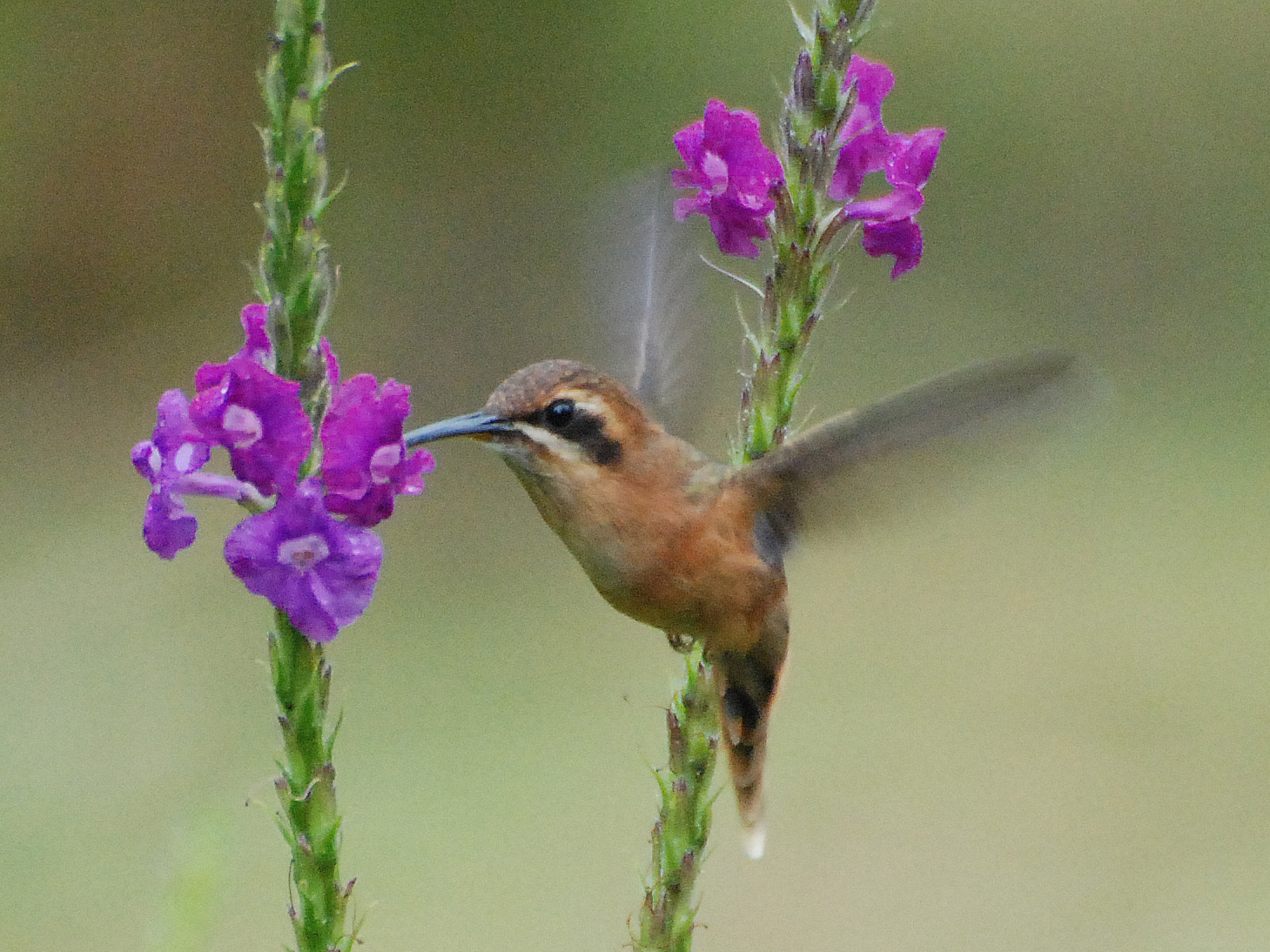
Kolibřík proužkohrdlý na květech vratiklasu
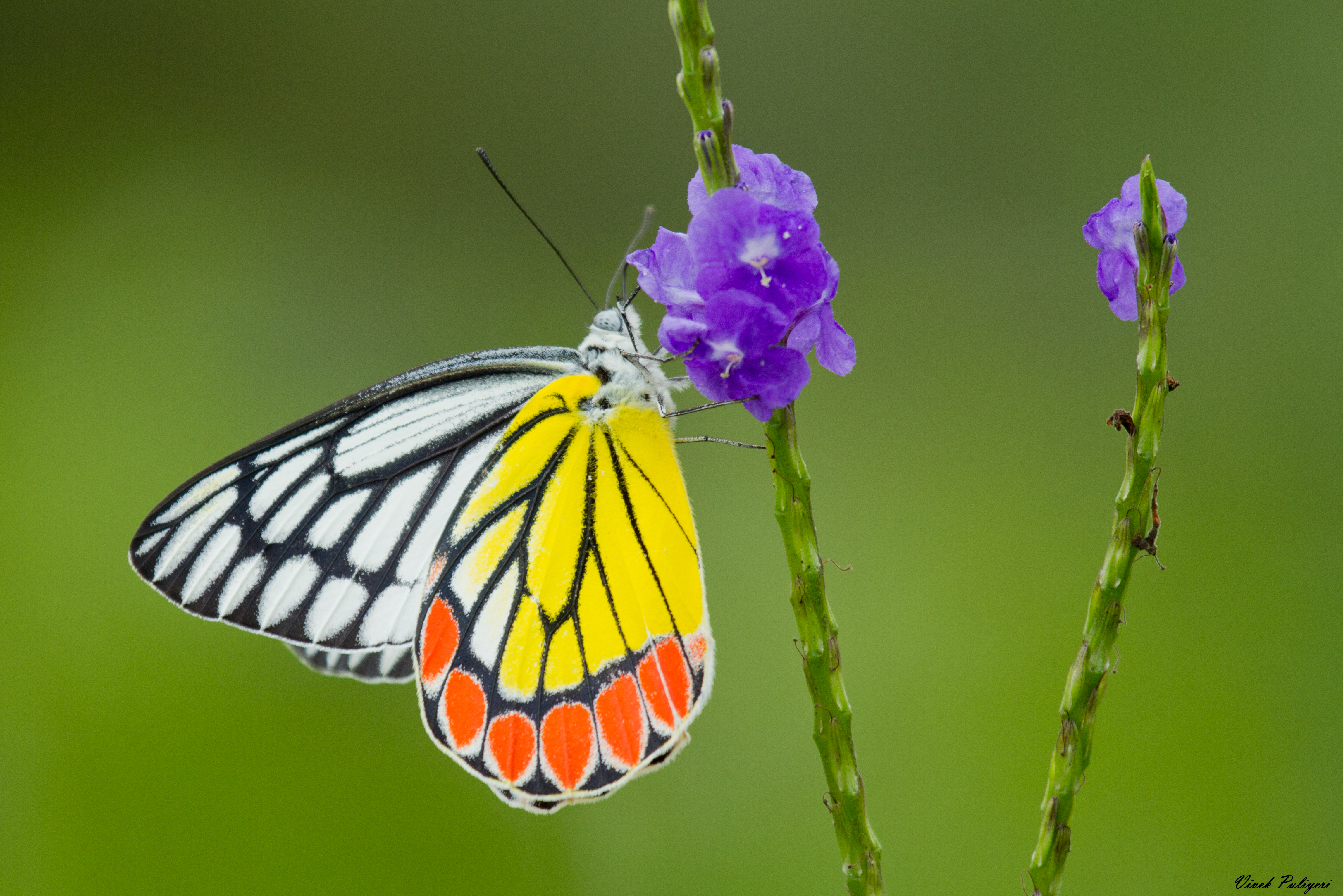
Běláskovitý motýl Delias eucharis
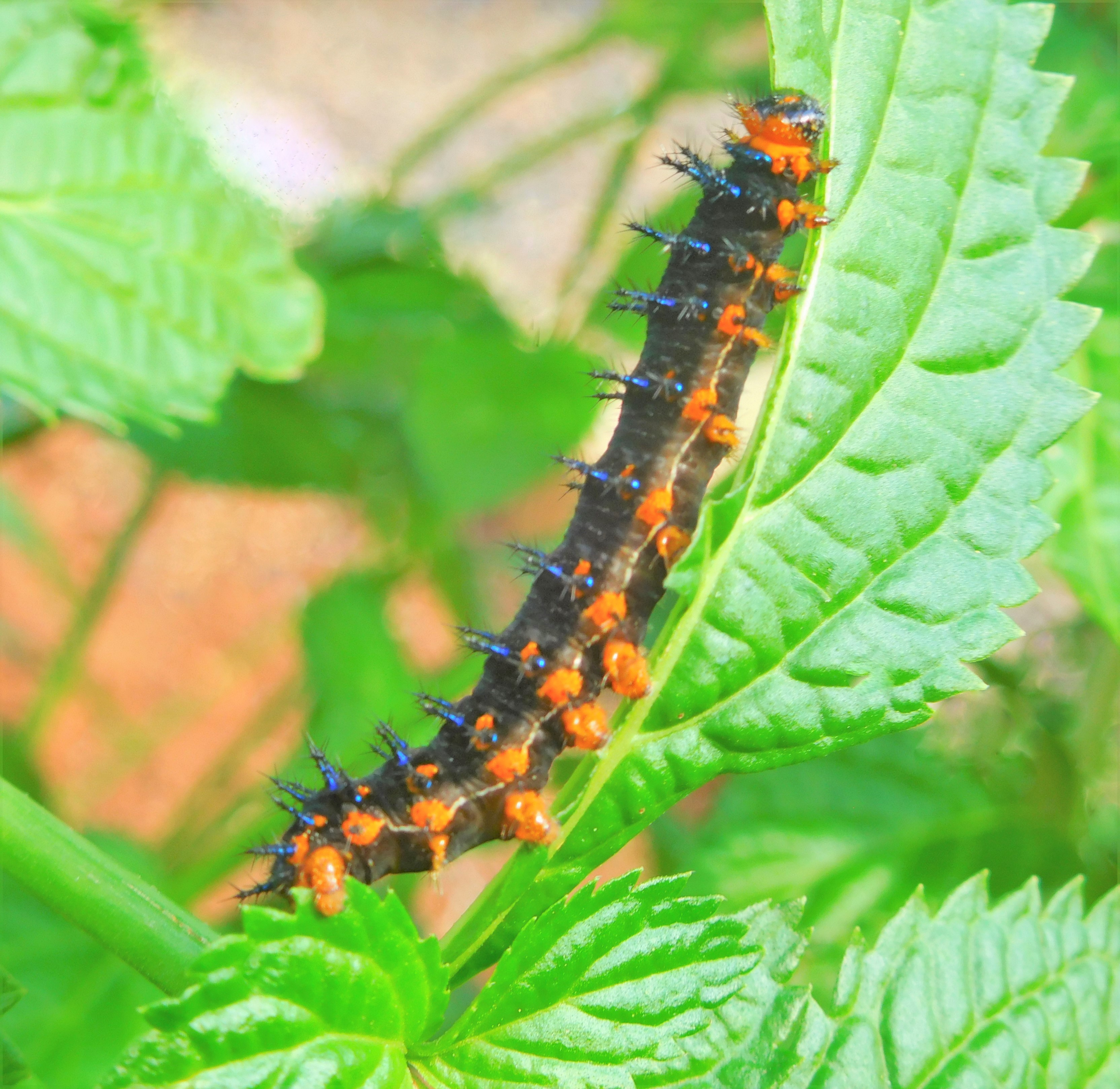
Housenka babočkovitého motýla Junonia evarete

## Obsahové látky
Vratiklasy často obsahují kyanogenní glykosidy.

## Taxonomie
Rod Stachytarpheta je v rámci čeledi Verbenaceae řazen do tribu Duranteae. Nejblíže příbuznými rody jsou podle výsledků molekulárních studií rody Bouchea a Chascanum. Rod Bouchea je vzhledově značně podobný, odlišuje se zejména tím, že všechny 4 tyčinky v květu jsou fertilní.

## Význam
Stachytarpheta jamaicensis a v menší míře i jiné druhy rodu jsou v řadě jihoamerických zemí používány jako tonikum, stimulans a k léčení celé řady chorob včetně malárie a jiných horečnatých onemocnění a také úplavice.
Některé druhy jsou pěstovány jako okrasné rostliny. Nejčastěji se pěstuje Stachytarpheta jamaicensis a S. mutabilis. Poměrně snadno se kříží. Množí se samovýsevem a v klimaticky příhodných oblastech se mohou stát plevelnými rostlinami.